# Jan Bakelants
Jan Bakelants (Oudenaarde, 14 de febrer de 1986) fou un ciclista belga, professional des del 2009 fins al 2022.
En categories inferiors aconseguí un gran palmarès, guanyant diverses clàssiques belgues en categoria júnior o sub-23, i sobretot la general del Tour de l'Avenir del 2008. Com a professional destaca la victòria en la 2a etapa del Tour de França de 2013, la qual li va permetre vestir el mallot groc de líder durant 2 etapes.

## Palmarès
- 2003
  - 1r a l'Omloop Het Volk júnior
- 2006
  - Vencedor d'una etapa al Tríptic de les Ardenes
- 2008
  - 1r al Tour de l'Avenir i vencedor d'una etapa
  - 1r a la Brussel·les-Opwijk
  - 1r al Circuit de les Ardenes
  - 1r a la Lieja-Bastogne-Lieja sub-23
  - 1r al Tríptic de les Ardenes i vencedor d'una etapa
  - 1r a la Fletxa de les Ardenes
  - 1r al Tour de Lieja i vencedor de 2 etapes
- 2011
  - Vencedor de la classificació de les metes volants del Giro d'Itàlia
  - Vencedor de la classificació de les metes volants de la Volta a Andalusia
- 2013
  - 1r al Gran Premi de Valònia
  - Vencedor d'una etapa al Tour de França
- 2014
  - Vencedor d'una etapa al Critèrium del Dauphiné
- 2015
  - 1r al Giro del Piemont
  - 1r al Giro de l'Emília
- 2016
  - Vencedor d'una etapa a La Méditerranéenne
- 2022
  - Vencedor d'una etapa al Tour de Valònia

### Resultats al Tour de França
- 2013. 18è de la classificació general. Vencedor de la 2a etapa.  Porta el mallot groc durant 2 dies
- 2014. 24è de la classificació general
- 2015. 20è de la classificació general
- 2016. 50è de la classificació general
- 2017. 22è de la classificació general
- 2021. 48è de la classificació general

### Resultats al Giro d'Itàlia
- 2010. 36è de la classificació general
- 2011. 23è de la classificació general
- 2012. 34è de la classificació general
- 2019. 43è de la classificació general

### Resultats a la Volta a Espanya
- 2010. 19è de la classificació general
- 2011. 31è de la classificació general
- 2012. 22è de la classificació general
- 2016. 17è de la classificació general
- 2022. 29è de la classificació general